# Musonia seclusa
Musonia seclusa (Rehn, 1913) es una especie de mantis de la familia Thespidae. Anteriormente Paramusonia seclusa.

## Distribución geográfica
Se encuentra en Argentina.